# Copa do Brasil
Copa do Brasil (română Cupa Braziliei) este o competiție anuală de fotbal pentru cluburile de fotbal masculine din Brazilia, înființată în 1989.

## Istoric
Copa do Brasil a fost creată în 1989 pentru a liniști federațiile de fotbal de stat cu mai puține cluburi mari și tradiționale pe scena națională, ai căror reprezentanți cu greu ar avea ocazia să înfrunte cluburi mari pe parcursul anului. Această îngrijorare a apărut după o scădere a numărului de participanți la Campeonato Brasileiro din 1987, când 13 dintre cele mai mari cluburi din Brazilia s-au desprins pentru a forma Copa União (Cupa Uniunii), ca răspuns la dificultățile financiare ale CBF.
Crearea acestei competiții a fost concepută pentru a promova campionatele de stat din regiunile de Nord, Nord-Est și Centru-Vest ale Braziliei, care nu mai erau reprezentate în campionatul brazilian. Copa do Brasil este o oportunitate pentru echipele din statele mai mici de a juca împotriva echipelor mari, dar a devenit atâta de importantă această competiție pentru cluburile mijlocii și mici, care acum au prileju, cel puțin teoretic, au o cale de calificare în Copa Libertadores. Câștigătorul cupei se califică automat la următoarea ediție a Copa Libertadores, cel mai prestigios turneu continental de fotbal disputat de cluburi de top din America de Sud organizat de CONMEBOL.
La prima ediție a Copa do Brasil din1989, primul gol din istoria cupei a fost marcat de Alcindo Sartori într-o victorie cu 2-0 de Flamengo împotriva celor de la Paysandu. Grêmio a fost primul câștigător, calificându-se pentru a concura în Copa Libertadores din 1990.
Din 1989 până în 1993, campioana lua trofeul acasă. În 1994 s-a stabilit ca numai clubul care câștigă de trei ori Copa do Brasil va intra în posesia cupei. Acest lucru s-a întâmplat în 2001 cu Grêmio (după ce a câștigat trei finale în 1994, 1997 și 2001). Astfel, pentru Copa do Brasil din 2002 a fost disputat un nou trofeu, care a rămas până în 2007 fără ca vreun club să izbutească să rămână cu trofeul. Câștigând Copa do Brasil din 2003 și Campeonato Brasileiro din 2003, Cruzeiro a câștigat atât cupa națională, cât și liga națională în același an, o performanță care a fost egalată o singură dată în fotbalul brazilian de către Atlético Mineiro în 2021. Atlético-MG a câștigat și Campionatul Mineiro din 2021, campionatul lor de stat, așa cum a făcut Cruzeiro în 2003, completând tripla națională (liga de stat, liga națională și cupă).
În 2008, a fost instituit un nou trofeu pentru Copa do Brasil. În același an, Sport Recife a devenit primul și până acum singurul club din afara regiunii Sud-Est sau regiunii Sud care a câștigat competiția. Regiunea Nord și regiunile Centru-Vest nu au avut nici un reprezentant câștigător de cupă până acum. În 2013, CBF a prezentat un nou trofeu de cupă care să înlocuiască trofeul în litigiu încă din 2008. Campioana intră în posesia permanentă a trofeului și va fi produs un trofeu identic pentru anul următor. 
În 2023, turneul a fost sponsorizat de Betano și este astfel cunoscut sub numele de Copa Betano do Brasil din motive de sponsorizare. În fotbalul brazilian, pe lângă Copa do Brasil, Betano este și un sponsor principal al cluburilor Atlético Mineiro și Fluminense. În 2024, Lawson a sponsorizat turneul și apoi cunoscut sub numele de Copa Lawson do Brasil tot din motive de sponsorizare.

## Format
Copa do Brasil este o competiție de fotbal cu eliminatorii directe jucată de 92 de echipe, reprezentând toate cele 26 de state braziliene plus Districtul Federal. Este cupa internă a Braziliei și este echivalentul brazilian al  Cupei FA, Taça de Portugal, Copa del Rey, Cupa Scoției și Copa Argentina, chiar dacă are mult mai mult prestigiu și este considerată aproape la fel de importantă ca și Liga Braziliei, ca premiul în bani este mai mare decât al lui Brasileirão.
Echipele eligibile pentru a concura în Copa do Brasil sunt campioana Copa do Brasil de anul precedent, cele 70 de cluburi cel mai bine plasate în campionatele de stat (în care numărul de locuri pe stat variază de la unul la cinci cluburi), primele șase cluburi din Campionatul Braziliei Série A de anul precedent, campioana Copa do Nordeste (Cupa de Nord-Est), campioana Copa Verde (Cupa Verde), cele zece cluburi cel mai bine clasate din clasamentul CBF care nu s-au calificat deja și două dintre următoarele: campioana Braziliei a celei mai recente Copa Libertadores (dacă există una), campioana braziliană a celei mai recente Copa Sudamericana (dacă există una), echipa de pe locul 7 din Campionatul Braziliei Série A sau campioana Campionatul Braziliei Série B.
În primele două runde, câștigătorul este cunoscut după o singură etapă. Prima rundă se joacă pe stadionul echipei celei mai jos clasate, echipa oaspete având un avantaj la egalitate pentru a se califica. Cele 7 echipe braziliene din Copa Libertadores, cele mai bine plasate echipe în Série A și Série B de anul precedent (sau campioana Copa Libertadores și/sau Copa Sudamericana, dacă este o echipă braziliană), deținătorii trofeului Copa do Nordeste și Copa Verde se vor alătura în Copa do Brasil direct în optimile de finală. Finala se desfășoară în dublă manșă, un meci în deplasare și unul acasă.
| Runda         | Cluburi rămase | Cluburi implicate | Din runda precedentă | Intrări în această rundă | Etapă |
| ------------- | -------------- | ----------------- | -------------------- | ------------------------ | ----- |
| Prima rundă   | 80             | 80                | 80                   | niciunul                 | una   |
| A doua rundă  | 40             | 40                | 40                   | niciunul                 | una   |
| A treia rundă | 32             | 32                | 20                   | 12                       | două  |
| Optimi        | 16             | 16                | 16                   | niciunul                 | două  |
| Sferturi      | 8              | 8                 | 8                    | niciunul                 | două  |
| Semifinale    | 4              | 4                 | 4                    | niciunul                 | două  |
| Finala        | 2              | 2                 | 2                    | niciunul                 | două  |

Numărul de echipe participante a variat de-a lungul istoriei competiției, în funcție de numărul de echipe care se califică prin turneul de ligă al federației lor de stat. Din 1989 până în 1994, au participat 32 de echipe, acest număr a crescut în 1995 la 36 de echipe, în 1996 la 40 de echipe și în 1997 la 45 de echipe. Din 2001 până în 2012, formatul a fost consolidat la 64 de echipe, fără echipele care au participat la Copa Libertadores în acel an din cauza programului încărcat. Astfel, campioana Copa do Brasil nu și-a apărat niciodată titlul în ediția următoare, din moment ce avea să fie calificată în Copa Libertadores în acel an.
În 2013, formatul de turneu a fost extins din nou la 87 de echipe, care au rămas până în 2014 și 2015. În noul format, echipele care participă la Copa Libertadores au concurat din nou în Copa do Brasil, intrând în turneu direct în optimile de finală. În 2016 numărul de participanți a crescut la 86, în 2017 la 91 și în 2021 la 92.

## Finale
| An   | Club             | Tur   | Total | Retur | Club          |      | An               | Club  | Tur   | Total | Retur            | Club |
| ---- | ---------------- | ----- | ----- | ----- | ------------- | ---- | ---------------- | ----- | ----- | ----- | ---------------- | ---- |
| 2023 | São Paulo        | 1 - 0 | 2 - 1 | 1 - 1 | Flamengo      | 2024 | Flamengo         | 3 - 1 | 4 - 1 | 1 - 0 | Atlético Mineiro |      |
| 2021 | Atlético Mineiro | 4 - 0 | 6 - 1 | 2 - 1 | Athletico PR  | 2022 | Corinthians      | 0 - 0 | 1 - 1 | 1 - 1 | Flamengo ✠       |      |
| 2019 | Athletico PR     | 1 - 0 | 3 - 1 | 2 - 1 | Internacional | 2020 | Grêmio           | 0 - 1 | 0 - 3 | 0 - 2 | Palmeiras        |      |
| 2017 | Flamengo         | 1 - 1 | 1 - 1 | 0 - 0 | Cruzeiro ✠    | 2018 | Cruzeiro         | 1 - 0 | 3 - 1 | 2 - 1 | Corinthians      |      |
| 2015 | Santos           | 1 - 0 | 2 - 2 | 1 - 2 | Palmeiras ✠   | 2016 | Atlético Mineiro | 1 - 3 | 2 - 4 | 1 - 1 | Grêmio           |      |
| 2013 | Athletico PR     | 1 - 1 | 1 - 3 | 0 - 2 | Flamengo      | 2014 | Atlético Mineiro | 2 - 0 | 3 - 0 | 1 - 0 | Cruzeiro         |      |
| 2011 | Vasco da Gama    | 1 - 0 | 3 - 3 | 2 - 3 | Coritiba      | 2012 | Palmeiras        | 2 - 0 | 3 - 1 | 1 - 1 | Coritiba         |      |
| 2009 | Corinthians      | 2 - 0 | 4 - 2 | 2 - 2 | Internacional | 2010 | Santos           | 2 - 0 | 3 - 2 | 1 - 2 | Vitória          |      |
| 2007 | Fluminense       | 1 - 1 | 2 - 1 | 1 - 0 | Figueirense   | 2008 | Corinthians      | 3 - 1 | 3 - 3 | 0 - 2 | Sport Recife     |      |
| 2005 | Paulista         | 2 - 0 | 2 - 0 | 0 - 0 | Fluminense    | 2006 | Flamengo         | 2 - 0 | 3 - 0 | 1 - 0 | Vasco da Gama    |      |
| 2003 | Flamengo         | 1 - 1 | 2 - 4 | 1 - 3 | Cruzeiro      | 2004 | Santo André      | 2 - 2 | 4 - 2 | 2 - 0 | Flamengo         |      |
| 2001 | Grêmio           | 2 - 2 | 5 - 3 | 3 - 1 | Corinthians   | 2002 | Corinthians      | 2 - 1 | 3 - 2 | 1 - 1 | Brasiliense      |      |
| 1999 | Juventude        | 2 - 1 | 2 - 1 | 0 - 0 | Botafogo RJ   | 2000 | São Paulo        | 0 - 0 | 1 - 2 | 1 - 2 | Cruzeiro         |      |
| 1997 | Grêmio           | 0 - 0 | 2 - 2 | 2 - 2 | Flamengo      | 1998 | Cruzeiro         | 1 - 0 | 1 - 2 | 0 - 2 | Palmeiras        |      |
| 1995 | Corinthians      | 2 - 1 | 3 - 1 | 1 - 0 | Grêmio        | 1996 | Cruzeiro         | 1 - 1 | 3 - 2 | 2 - 1 | Palmeiras        |      |
| 1993 | Grêmio           | 0 - 0 | 1 - 2 | 1 - 2 | Cruzeiro      | 1994 | Ceará            | 0 - 0 | 0 - 1 | 0 - 1 | Grêmio           |      |
| 1991 | Grêmio           | 1 - 1 | 1 - 1 | 0 - 0 | Criciúma      | 1992 | Fluminense       | 2 - 1 | 2 - 2 | 0 - 1 | Internacional    |      |
| 1989 | Sport Recife     | 0 - 0 | 1 - 2 | 1 - 2 | Grêmio        | 1990 | Flamengo         | 1 - 0 | 1 - 0 | 0 - 0 | Goias            |      |

## Palmares
Șaptesprezece echipe au câștigat competiția. Cruzeiro este cel mai de succes club din istoria competiției, câștigând-o de șase ori. Echipele din statul São Paulo au câștigat turneul de unsprezece ori, mai mult decât orice alt stat, iar opusul lor e statul Rio de Janeiro cu cele mai multe finale pierdute, 9 la număr. Victoria lui Grêmio în fața celor de la Atlético Mineiro în prima manșă a finalei Copa do Brasil din 2016 a fost pentru prima dată când un club vizitator a câștigat prima manșă a finalei Copa do Brasil, în cele 28 de ediții ale competiției. Doar Cruzeiro a câștigat titlul consecutiv în anii 2017 și 2018. De fapt, din 2001 până în 2012, o astfel de performanță a fost imposibilă, deoarece echipele care au câștigat turneul nu au avut voie să-și apere titlul în anul următor din cauza conflictelor de programare cu Copa Libertadores. Începând din 2013, Copa do Brasil a fost reprogramată pentru a putea fi desfășurată alături de competițiile internaționale, astfel, acum este posibil ca echipele să-și apere titlurile.
| Stat | Club Sportiv | Trofee | Prima oară | Ultima oară | Finalistă | Prima oară | Ultima oară | Finale jucate |

| Minas Gerais                  | Cruzeiro         | 6 | 1993 | 2018 | 2 | 1998 | 2014 | 8  |
| Rio de Janeiro (stat)         | Flamengo         | 5 | 1990 | 2024 | 5 | 1997 | 2023 | 10 |
| Rio Grande do Sul             | Grêmio           | 5 | 1989 | 2016 | 4 | 1991 | 2020 | 9  |
| São Paulo (oraș)              | Palmeiras        | 4 | 1998 | 2020 | 1 | 1996 | -    | 5  |
| São Paulo (oraș)              | Corinthians      | 3 | 1995 | 2009 | 4 | 2001 | 2022 | 7  |
| Minas Gerais                  | Atlético Mineiro | 2 | 2014 | 2021 | 2 | 2016 | 2024 | 4  |
| Rio Grande do Sul             | Internacional    | 1 | 1992 | -    | 2 | 2009 | 2019 | 3  |
| Rio de Janeiro (stat)         | Fluminense       | 1 | 2007 | -    | 2 | 1992 | 2005 | 3  |
| Paraná                        | Athletico PR     | 1 | 2019 | -    | 2 | 2013 | 2021 | 3  |
| Pernambuco                    | Sport Recife     | 1 | 2008 | -    | 1 | 1989 | -    | 2  |
| São Paulo (oraș)              | Santos           | 1 | 2010 | -    | 1 | 2015 | -    | 2  |
| Rio de Janeiro (stat)         | Vasco da Gama    | 1 | 2011 | -    | 1 | 2006 | -    | 2  |
| São Paulo (oraș)              | São Paulo        | 1 | 2023 | -    | 1 | 2000 | -    | 2  |
| Santa Catarina                | Criciúma         | 1 | 1991 | -    | - | -    | -    | 1  |
| Rio Grande do Sul             | Juventude        | 1 | 1999 | -    | - | -    | -    | 1  |
| São Paulo (oraș)              | Santo André      | 1 | 2004 | -    | - | -    | -    | 1  |
| São Paulo (oraș)              | Paulista         | 1 | 2005 | -    | - | -    | -    | 1  |
| Paraná                        | Coritiba         | - | -    | -    | 2 | 2011 | 2012 | 2  |
| Goiás                         | Goias            | - | -    | -    | 1 | 1990 | -    | 1  |
| Ceará                         | Ceará            | - | -    | -    | 1 | 1994 | -    | 1  |
| Rio de Janeiro (stat)         | Botafogo RJ      | - | -    | -    | 1 | 1999 | -    | 1  |
| Districtul Federal (Brazilia) | Brasiliense      | - | -    | -    | 1 | 2002 | -    | 1  |
| Santa Catarina                | Figueirense      | - | -    | -    | 1 | 2007 | -    | 1  |
| Bahia                         | Vitória          | - | -    | -    | 1 | 2010 | -    | 1  |

## Palmares după stat
| Stat | Trofee | Finalistă | Finale jucate | Stat | Trofee | Finalistă | Finale jucate |

| São Paulo      | 11 | 7 | 18 | Minas Gerais      | 8 | 4 | 12 |
| Rio de Janeiro | 7  | 9 | 16 | Rio Grande do Sul | 7 | 6 | 13 |
| Paraná         | 1  | 4 | 5  | Pernambuco        | 1 | 1 | 2  |
| Santa Catarina | 1  | 1 | 2  | Bahia             | 0 | 1 | 1  |
| Ceará          | 0  | 1 | 1  | Distrito Federal  | 0 | 1 | 1  |
| Goiás          | 0  | 1 | 1  |                   | - | - | -  |

## Semifinale
| Club Sportiv     | Apariții | Sezoane                                                                                              |
| ---------------- | -------- | --- |
| Flamengo         | 17       | 1989, 1990, 1993, 1995, 1996, 1997, 2003, 2004, 2006, 2013, 2014, 2017, 2018, 2021, 2022, 2023, 2024 |
| Grêmio           | 16       | 1989, 1991, 1993, 1994, 1995, 1996, 1997, 2001, 2010, 2012, 2013, 2016, 2017, 2019, 2020, 2023       |
| Cruzeiro         | 11       | 1993, 1996, 1998, 2000, 2003, 2005, 2014, 2016, 2017, 2018, 2019                                     |
| Corinthians      | 10       | 1995, 1997, 2001, 2002, 2008, 2009, 2018, 2022, 2023, 2024                                           |
| Palmeiras        | 9        | 1992, 1996, 1997, 1998, 1999, 2012, 2015, 2018, 2020                                                 |
| Vasco da Gama    | 9        | 1993, 1994, 1995, 1998, 2006, 2008, 2009, 2011, 2024                                                 |
| São Paulo        | 7        | 2000, 2002, 2012, 2015, 2020, 2022, 2023                                                             |
| Atlético Mineiro | 7        | 2000, 2002, 2014, 2016, 2020, 2021, 2024                                                             |
| Fluminense       | 6        | 1992, 2005, 2006, 2007, 2015, 2022                                                                   |
| Coritiba         | 5        | 1991, 2001, 2009, 2011, 2012                                                                         |
| Internacional    | 5        | 1992, 1999, 2009, 2016, 2019                                                                         |
| Santos           | 5        | 1998, 2000, 2010, 2014, 2015                                                                         |
| Goias            | 4        | 1989, 1990, 2003, 2013                                                                               |
| Sport Recife     | 4        | 1989, 1992, 2003, 2008                                                                               |
| Botafogo RJ      | 4        | 1999, 2007, 2008, 2017                                                                               |
| Ceará            | 3        | 1994, 2005, 2011                                                                                     |
| Athletico PR     | 3        | 2013, 2019, 2021                                                                                     |
| Criciúma         | 2        | 1990, 1991                                                                                           |
| Brasiliense      | 2        | 2002, 2007                                                                                           |
| Vitória          | 2        | 2004, 2010                                                                                           |
| Náutico          | 1        | 1990                                                                                                 |
| Remo             | 1        | 1991                                                                                                 |
| Linhares         | 1        | 1994                                                                                                 |
| Juventude        | 1        | 1999                                                                                                 |
| Ponte Preta      | 1        | 2001                                                                                                 |
| Santo André      | 1        | 2004                                                                                                 |
| 15 de Novembro   | 1        | 2004                                                                                                 |
| Paulista         | 1        | 2005                                                                                                 |
| Ipatinga         | 1        | 2006                                                                                                 |
| Figueirense      | 1        | 2007                                                                                                 |
| Atlético GO      | 1        | 2010                                                                                                 |
| Avaí             | 1        | 2011                                                                                                 |
| Fortaleza        | 1        | 2021                                                                                                 |

## Golgheteri
| Poziția | Naționalitate | Jucător            | Goluri | Meciuri | Ratio |
| ------- | ------------- | ------------------ | ------ | ------- | ----- |
| 1       | Brazilia      | Romário            | 36     | 45      | 0.80  |
| 2       | Brazilia      | Viola              | 29     | 44      | 0.65  |
| 3       | Brazilia      | Fred               | 28     | 30      | 0.93  |
| 3       | Brazilia      | Oséas              | 28     | 53      | 0.52  |
| 3       | Brazilia      | Paulo Nunes        | 28     | 58      | 0.48  |
| 6       | Brazilia      | Dodô               | 26     | 48      | 0.54  |
| 7       | Brazilia      | Deivid             | 24     | 34      | 0.70  |
| 7       | Brazilia      | Evair              | 24     | 36      | 0.66  |
| 9       | Brazilia      | Gérson             | 23     | 26      | 0.88  |
| 9       | Brazilia      | Marcelinho Carioca | 23     | 56      | 0.41  |